# 安东卫城

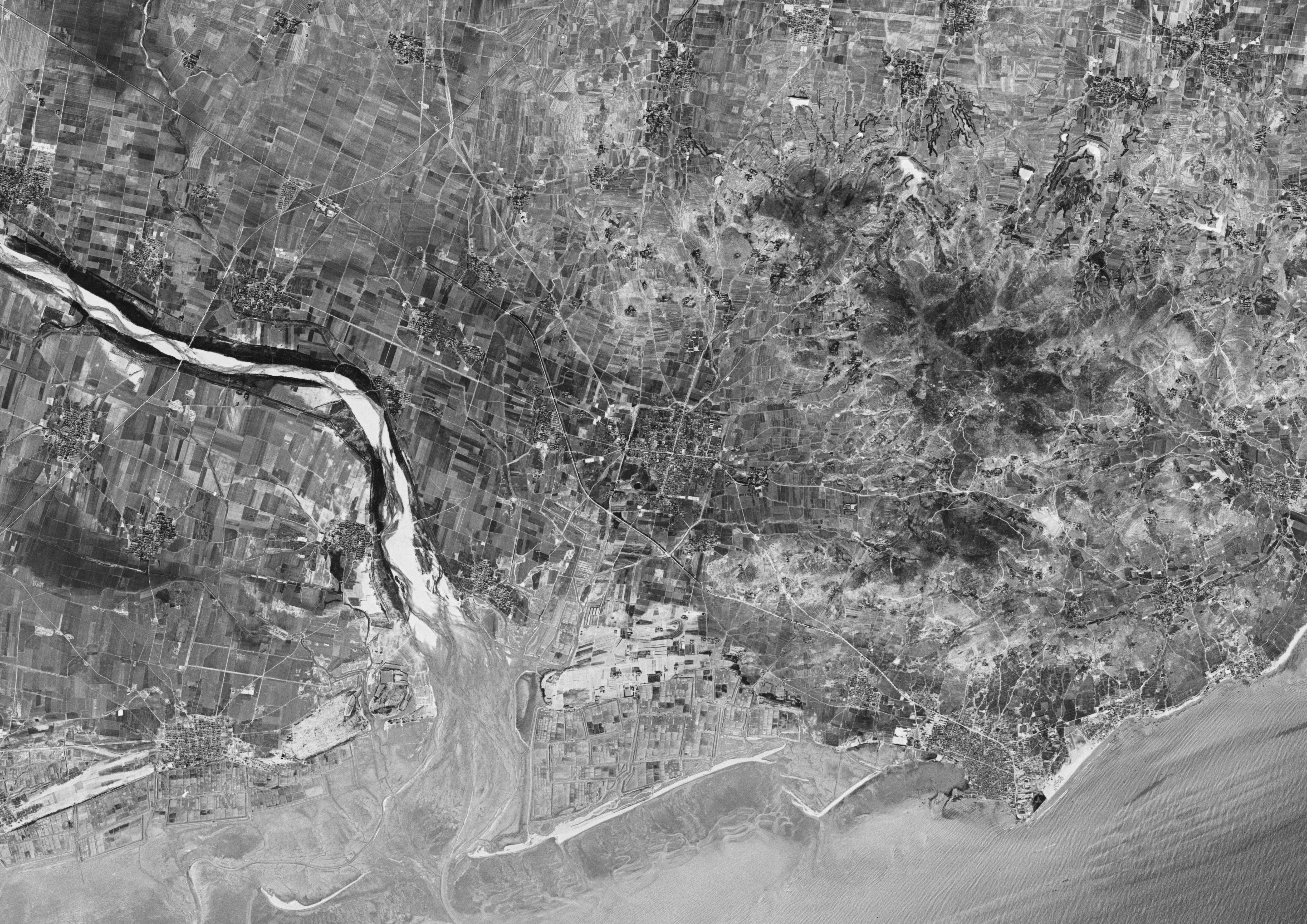
1970年原安东卫城及周边地区卫星地图。

安东卫城位于中国山东省日照市岚山区安东卫街道，今尚存护城河。
安东卫为明朝设置的卫，洪武十七年（1384）建置，位于日照县城南九十里、石臼所城西南九十里，最初辖左右中前后五个千户所，其中后千户所驻石臼寨，其余驻卫城，天顺年间调中所至天津卫、右所至徐州卫，余前左后三所。清顺治十五年（1658）置安东营，乾隆七年（1742）撤卫并入日照县，次年将原在夹仓镇的巡检司移至安东卫城内。
安东卫城始筑于设卫之时，传最初在今城北十里之坊口，后以“青鸾衔旗”改于今址，明嘉靖和清咸丰十一年（1861）重修，抗日战争时期拆毁，城内古建筑亦无存。
安东卫城位于绣针河入海口东北，东临笔山（城东三里）、阿掖山（城东四里）和鳌头山（城东南三里），北临关山（今名官山，城北二里），南瞰黄海。城墙呈方形，即今东至万斛路、西至明珠路、北至护城河的区域。城周五百三十丈（约1696米），高二丈一尺（约6.72米），厚不详，设有东西南北城门四座。
城内设十字街（即今安东卫二路和观海路），主要建筑有卫指挥署（位于东门内，清初为守备署，卫并于县后裁撤守备，后改为巡检署）、安东营（清代置，位于北门内西街）、文庙（即安东卫学文庙，原在西北隅，成化时改建于十字街西）、城隍庙（位于西南隅）、火神庙（据光绪日照县志附图位于城东南隅）、关帝庙（位于东街）和镇武庙（位于东北隅）等。
　　